# Luke Doolan
Luke Doolan (Sydney, 4 de fevereiro de 1979) é um editor de cinema e cineasta australiano. Como reconhecimento, foi nomeado ao Oscar 2010 na categoria de Melhor Curta-metragem por Miracle Fish.